# Glaucopsyche illustris
Glaucopsyche illustris är en fjärilsart som beskrevs av Hermann Stauder 1915. Glaucopsyche illustris ingår i släktet Glaucopsyche och familjen juvelvingar. Inga underarter finns listade i Catalogue of Life.